# 南岩崎
南岩崎（みなみいわさき）は、千葉県市原市の南総地区にある大字。郵便番号は290-0244。

## 概要
市原市中南部の南総地区にある。小勝山団地の一部分をなしている北西部以外は、田園地帯や森林が広がっている。

## 地理
北は馬立、東は西国吉、南は寺谷、西から北は上高根と接している。

## 歴史

### 地名の由来
岩の多い丘陵の前という意味。もともと市原郡南総町の「岩崎」という大字であったが、1967年に市原市に併合された際、五井地区にも同名の「岩崎」という大字があったことから、区別するために「南」と付けた。

### 沿革
江戸時代は市原郡に属する村の一部であった。

#### 年表
- 1967年 加茂村と共に合併し市原市の一部となった。地名変更により「南岩崎」となる[6]。

## 世帯数と人口
2022年（令和4年）4月1日現在の世帯数と人口は以下の通りである。
| 町丁字 | 世帯数  | 人口  |
| ------ | ------- | ----- |
| 南岩崎 | 423世帯 | 869人 |

## 通学区域
市立小学校・市立中学校及び県立高等学校の通学区域は以下の通りである。
| 町丁字 | 番地 | 小学校             | 中学校             | 高等学校 |
| ------ | ---- | ------------------ | ------------------ | -------- |
| 馬立   | 全域 | 市原市立寺谷小学校 | 市原市立南総中学校 | 第9学区  |

## 施設
- 市原中央霊園
- 報恩寺
- 葦毛神社

## 交通

### 駅
- 小湊鉄道小湊鉄道線馬立駅

### バス
- コスモス南総（南総コミュニティバス）

### 道路
1. 国道
  - なし
2. 県道
  - なし
3. 主な市道
  - なし